# 伊藤若冲

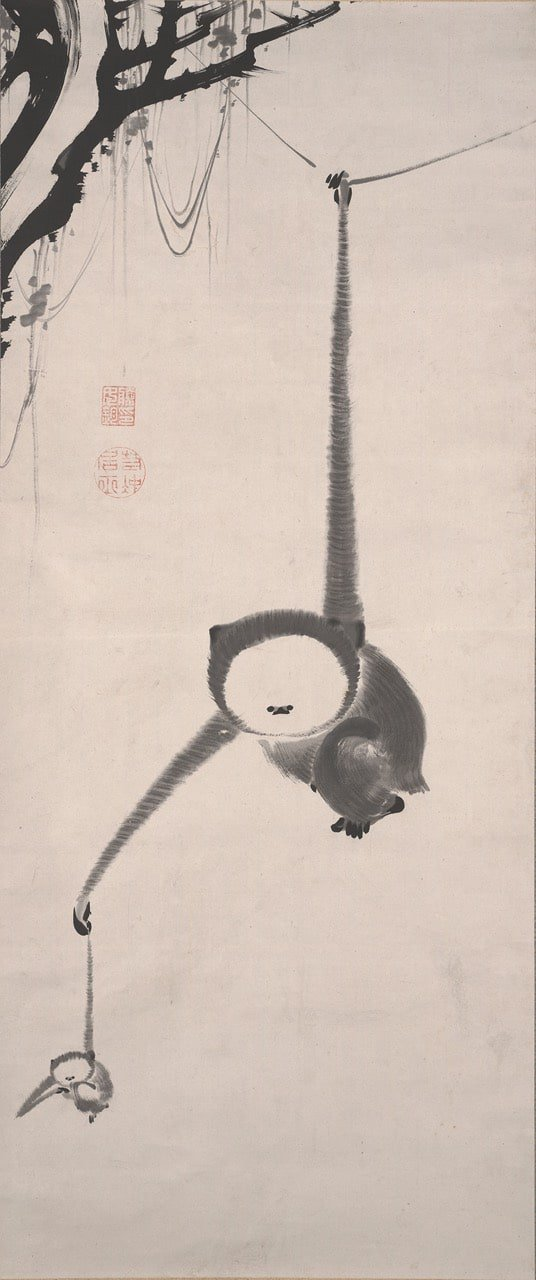
「猿猴捕月図」　伊藤若冲　1770年

伊藤 若冲（いとう じゃくちゅう、1716年3月1日（正徳6年2月8日） - 1800年10月27日（寛政12年9月10日））は、江戸時代の画家。名は汝鈞（じょきん）、字は景和（けいわ）。初めは春教（しゅんきょう）と号したという記事があるが、その使用例は見出されていない。斗米庵（とべいあん）、米斗翁（べいとおう）、心遠館（しんえんかん）、錦街居士とも号す。

## 生涯

### 生い立ち
1716年（正徳6年）、京・錦小路にあった青物問屋「枡屋」（家名と併せて通称「枡源（ますげん）」）の長男として生を受ける。問屋の仕事は小売ではなく、生産者や仲買・小売の商人に場所を提供して販売させ、彼らの関係を調整しつつ売場の使用料を徴収する流通業者である。桝屋は多数の商人を管轄していたらしく、商人たちから場所代を取れば十分な利益を上げることが出来たという。23歳のとき、父・源左衛門の死去に伴い、4代目枡屋（伊藤）源左衛門を襲名する。「若冲」の号は、禅の師であった相国寺の禅僧・大典顕常あるいは月海元照（売茶翁または高遊外）から与えられたと推定される居士号であり、『老子』45章の「大盈若沖（沖は「虚しい、空っぽ」の意、冲は沖の俗字）」から採られた。意味は「大いに充実しているものは、空っぽのようにみえる」である。大典の書き遺した記録「藤景和画記」（『小雲棲稿』巻八）によると、若冲という人物は絵を描くこと以外、世間の雑事には全く興味を示さなかったという。商売には熱心でなく、芸事もせず、酒も嗜まず、生涯、妻も娶らなかった。商人時代、若冲は家業を放棄して2年間丹波の山奥に隠棲してしまい、その間、山師が枡源の資産を狙って暗躍し、青物売り3千人が迷惑したという逸話が残る。ただし、この逸話は後述する錦市場に起こった事件と共通する記述が多いことから、事件を元に後世に作り変えられた話だと考えられる。

### 隠居、絵師として自立
齢40となった1755年（宝暦5年）には、家督を3歳下の弟・白歳（宗巌）に譲り、名も「茂右衛門」と改め、はやばやと隠居する（当時、40歳は「初老」であった）。1758年（宝暦8年）頃から「動植綵絵」を描き始め、翌59年10月、鹿苑寺大書院障壁画を制作、1764年（明和元年）には金刀比羅宮奥書院襖絵を描く。1765年（明和2年）、枡屋の跡取りにしようと考えていた末弟・宗寂が死去した年、「動植綵絵」（全30幅のうちの）24幅と「釈迦三尊図」3幅を相国寺に寄進する。このとき若冲は死後のことを考えて、屋敷一箇所を高倉四条上ル問屋町に譲渡し、その代わり、問屋町が若冲の命日に供養料として青銅3貫文を相国寺に納めるよう契約した。

### 町年寄若冲の活躍 ─錦市場再開をめぐって─

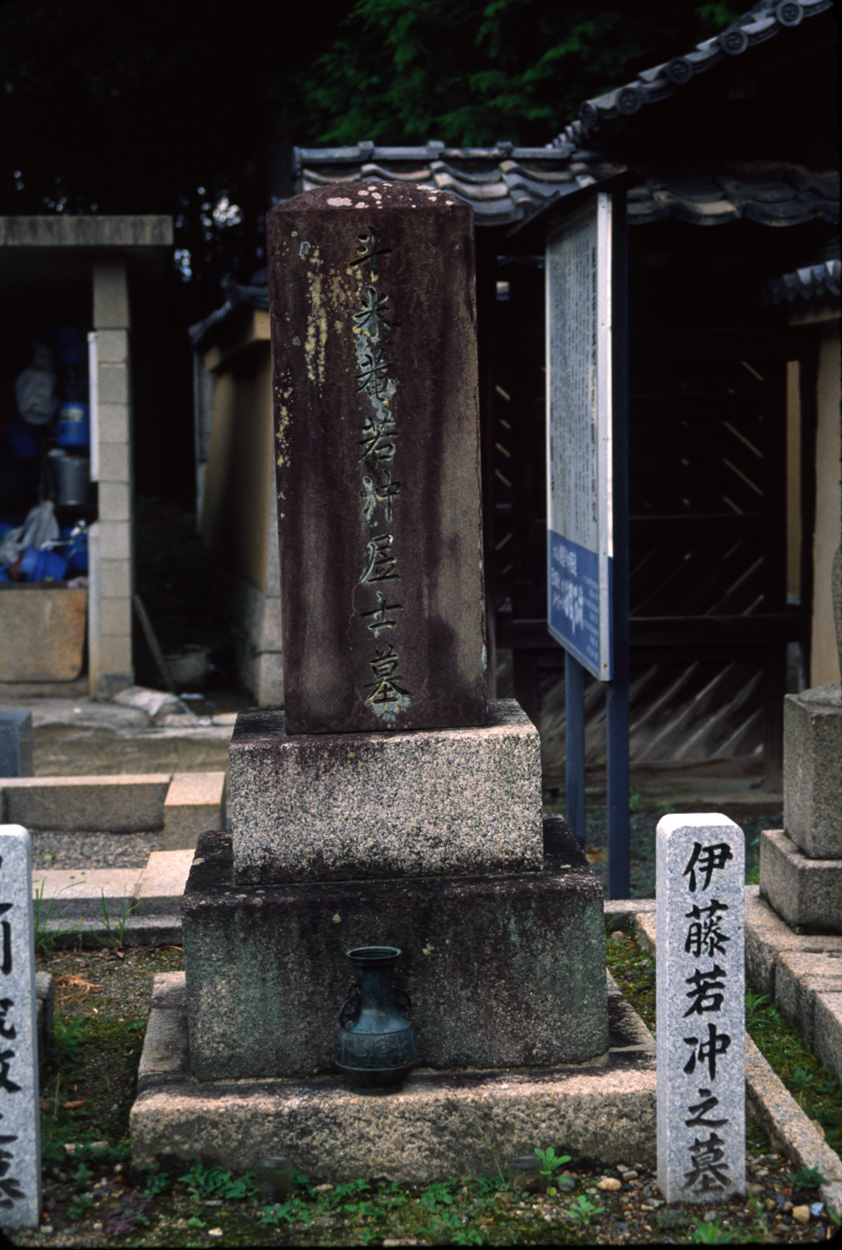
伊藤若冲の墓
（京都、相国寺）

隠居後の若冲は、作画三昧の日々を送っていたと見るのが長年の定説であった。ところが、1771年（明和8年）、枡屋があった中魚町の隣にある帯屋町の町年寄を勤めるなど、隠居後も町政に関わりを持っており、更に錦高倉市場の危機に際して市場再開に奔走していた事が分かった。
事の発端は、1771年（明和8年）12月、京都東町奉行所から帯屋町と貝屋町に奉行所へ出頭するよう通達が来たことに始まる。奉行所に赴くと（若冲は同町の者に代役させている）、奉行所から市場の営業を認められた時期や、「棒銭」の使い道、百姓たちの商売許可の有無、などを返答するよう命じられる。早速書類を作成し提出したが、免許状は1755年（宝暦5年）の大火で焼失してしまっては証拠にならないとして、翌72年正月15日に帯屋町・貝屋町・中魚屋町・西魚屋町の営業停止の裁定が下される。若冲は奉行所と交渉を続けるなか、商売敵であった五条通の青物問屋が錦市場を閉鎖に追い込もうと謀っていることを知る。そんな折、五条問屋町の明石家半次郎なる人物から「錦市場は五条から役人達に残らず根回しされているから、再開は無理だろう。それでは余りに気の毒だから、帯屋町だけは五条から借り請ける形で営業するなら、私が世話をしよう」と持ちかけられる。明らかな抱き込み工作だが、若冲は帯屋町だけが市立てするような行為は他町に対して不実の至りである、という理由で拒否する。その後の交渉で、2月末に冥加金を年16枚上納することを条件に一旦市場は再開されるものの、五条問屋町が冥加金銀30枚を上納する代わりに錦高倉市場を差し止めて欲しいと請願したことを受けて、7月に再び営業停止になってしまう。東町奉行所に内意を尋ねると、帯屋町一町だけなら許可されるかもしれないと、先の明石屋と同じ内容だった。
しかし、若冲はあくまで四町での錦市場存続を模索する。そんな折、病気を患った若冲が医名の高い原洲菴という人物に薬を買いに行った時、「このまま市場を止められたままでは、町年寄として末代まで汚名を残すことになり、また数千人の人々が難儀する」等と胸の内を打ち明けると、江戸勘定所の役人・中井清太夫に知恵を仰ぐのを薦められる。諸方に内々に承合うと確かに適任らしいという感触を掴んだため、中井に仲介を依頼する。中井の打開策は、市場に関わる農民たちに市場が営業停止になると年貢が納められず、生活も苦しくなると御上に訴えさせる、そして御蔵がある壬生村に出訴するようまず説得したら良い、というものだった。若冲はその助言通りに壬生村の庄屋に趣旨を話すと、庄屋も五条では商売が難しいからと賛成する一方、壬生村は100石ほどの小村だからもっと大きな村からも出訴すれば効果があるのではないか、と助言した。中井もこの意見に賛成したため、若冲は更に中堂寺や西九条村にも掛け合って市場存続の嘆願運動を起こさせた。しかし事態は好転せず、同8月若冲は町年寄を辞任する。これは、いざという時は農民に天領の住人が含まれているのを口実に幕府評定所への出願も覚悟し、町全体まで連座しないように「ヒラ」の町人になって活動するためだった。その後も周辺の村々に参加を呼びかけ、京都町奉行所や近隣の天領を支配する小堀数馬役所らと交渉を重ねる。途中四町の中でも、若冲の帯屋町と弟が町年寄を勤める中魚屋町の2町と、貝屋町・西魚屋町の間では、農民の売立が占める割合が前者に比べ後者では大きくなかったらしく市場再開への対応に微妙な違いがあり、内外とも調整に難儀する一幕もあった。最終的に1774年（安永3年）に、銀35枚の冥加金を納める条件でついに市場は公認された。こうした事情のためか、確実にこの時期に描かれたことが解る作品は殆ど無い。

### 晩年
1788年（天明8年）の天明の大火で、自宅を焼失する。大火で窮乏したためか、豊中の西福寺や伏見の海宝寺で大作の障壁画を手がけ、相国寺との永代供養の契約を解除する。晩年は伏見深草の石峯寺に隠遁、義妹（末弟宗寂の妻）心寂と暮らした。そのため若冲の墓は、上京相国寺の生前墓の寿蔵と、石峯寺の2箇所にある。若冲は85歳の長寿を全うするまでに多くの作品を残したが、晩年、60歳頃から石峯寺の五百羅漢石像（通称：若冲五百羅漢。cf.）を石工に彫らせるための下絵や天井画などの制作に力を注ぎ、没後、同寺に土葬された。のちに枡源7代目の清房が、若冲の遺言に従い、墓の横に筆形の石碑を立て、貫名海屋が碑文を書いている。米斗翁と名乗るようになったのは晩年のことであり、下絵もなくシンプルな墨一色の画も増えている。

## 作風
『続諸家人物志』（青柳文蔵）には、若冲が狩野派の画家・大岡春卜に師事したとの記述があり、大典による若冲の墓碑銘にも狩野派に学んだとある。一方で木村蒹葭堂は、若冲は、鶴沢探山の門人で生写（しょううつし）を得意とした青木言明の門弟だったと記す（『諸国庶物志』）が、それを裏付ける証拠は見つかっていない。現存作品の作風から狩野派の影響を探すのは困難であるが、一部の図様について、狩野派の絵画や絵本との類似点が指摘されている。
前記の墓碑銘によると、若冲は狩野派の画法に通じた後、その画法を捨て、宋元画（特に濃彩の花鳥画）に学び、模写に励んだとしている。さらに、模写に飽いた若冲はその画法をも捨て、実物写生に移行したと伝える。実物写生への移行は、当時の本草学の流行にみられる実証主義的気運の高まりの影響も受けていると言われる。また、大典が読書を通じて宋代の画家の写生の実践を知り、それを若冲に伝えたとも言われる。ほかにも、美術史家の研究により、明代や清代の民間画工の影響、特に南蘋派の画僧・鶴亭との類似が指摘されている。両者に交流があったという史料は見つかっていないが、作品から互いに意識しあう関係だったと推測される。
山水画・人物画の作品は少ないが、若冲が尊敬していた売茶翁の肖像画だけは10点近く描いている。濃彩の花鳥画、特に鶏の絵を得意とした。美しい色彩と綿密な描写を特徴とするが、写生画とは言い難い、若冲独特の感覚で捉えられた色彩・形態が「写生された物」を通して展開されている。
代表作の「動植綵絵」30幅は、多種多様の動植物がさまざまな色彩と形態のアラベスクを織り成す、華麗な作品である。綿密な写生に基づきながら、その画面にはどこか近代のシュルレアリスムにも通じる幻想的な雰囲気が漂う。また、当時の最高品質の画絹や絵具を惜しみなく使用したため、200年以上たった現在でも保存状態が良く、褪色も少ない。「動植綵絵」は、若冲が相国寺に寄進したものであるが、明治22年（1889年）、相国寺より献上され、皇室御物（国宝）となり、現在は宮内庁三の丸尚蔵館で所蔵している。
1767年（明和4年）、「動植綵絵」と同時期に、若冲はそれとは対照的な木版画「乗興舟」木拓帖「玄圃瑤華」（1768年）、木拓帖「素絢帖」（1768年）、揃物「花鳥版画」（1771年）を制作している。これらの作品は木版を用いた正面摺りで、拓本を取る手法に似ていることから「拓版画」と呼ばれる。通常の木版画と逆に、下絵を裏返しせずそのまま版木に当て、地の部分ではなく描線部分を彫って凹ませ、彫り終えた版面に料紙を乗せ表から墨を付ける。結果、彫った図様が紙に白く残り、地は墨が載った深い黒の陰画のような画面が出来上がる。また、拓版画の黒地を模してさらに合羽摺で着色を施した「著色花鳥版画」（平木浮世絵財団蔵）も6図伝わっている。

### 奇想派
曽我蕭白（1730-1781）や長澤蘆雪（1754-1799）とともに奇想派と称されることがある。

### 再評価
生前の若冲は、『平安人物志』の上位に掲載されるほどの評価を受けていた。大正15年（昭和元年、1926年）、秋山光夫によって本格的な研究が着手され、昭和45年（1970年）に辻惟雄『奇想の系譜』（美術出版社）が出版され、時代の変遷とともに江戸絵画の傍流扱いされるようになってしまっていた若冲が、岩佐又兵衛や曽我蕭白らとともに「奇想の画家」として再評価されることになった。
1990年代以降、その超絶した技巧や奇抜な構成などから一部愛好家から注目を浴び、2006年に東京国立博物館で開催されたアメリカ人収集家ジョー・プライスのコレクションから成る「プライスコレクション『若冲と江戸絵画』展」において、その人気に火が付いた。そして「釈迦三尊図」全3幅と「動植綵絵」全30幅が同時公開されることになった、2016年春の東京都美術館「生誕300年記念 若冲展」では、入館まで最長5時間20分待ちの事態が発生するほどの大人気となり、その人気が頂点に達したと評された。

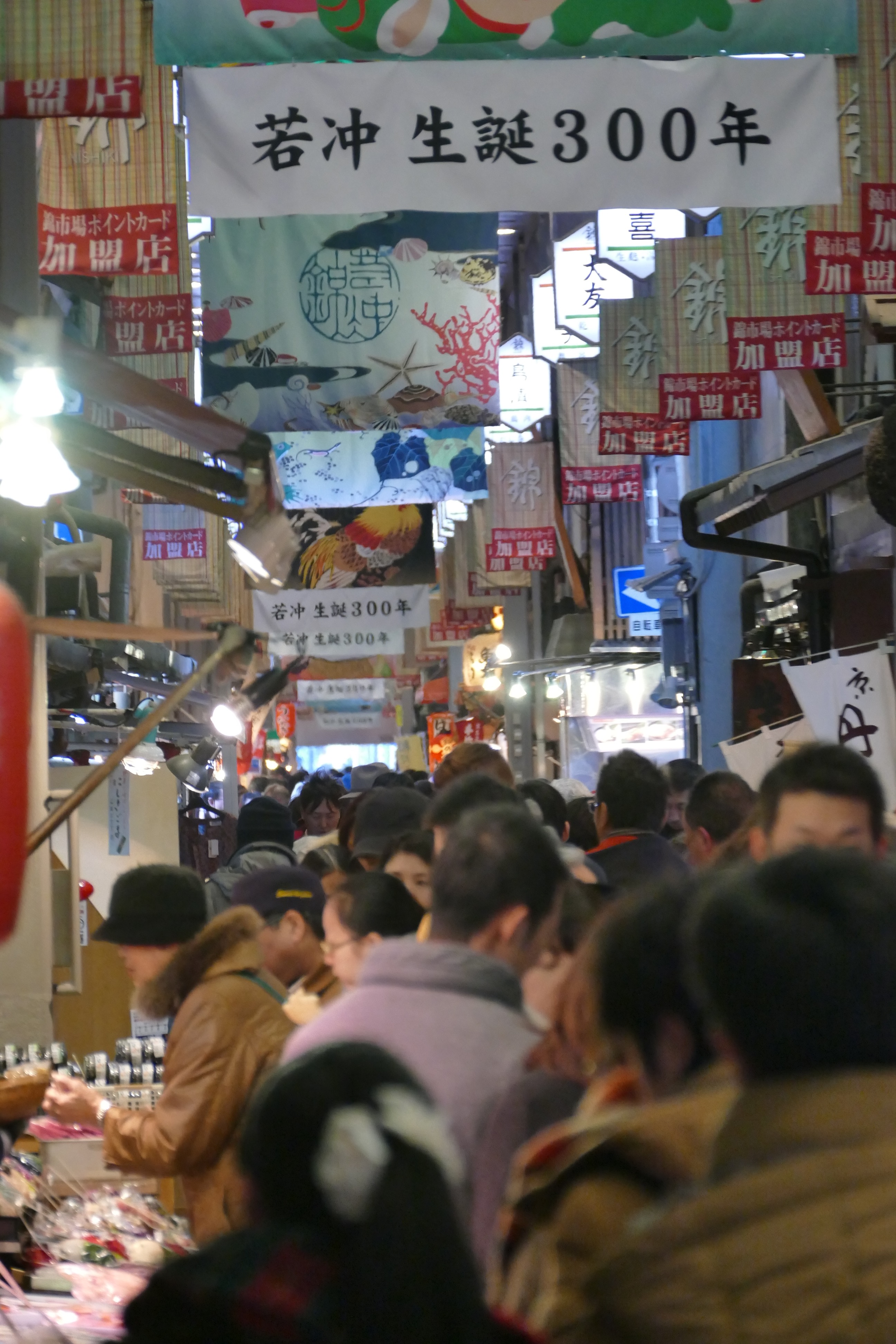
京都市錦市場伊藤若冲生誕300年記念「錦市場ナイトミュージアム」（2016年）

## 作品
- 蕪に双鶏図［かぶにそうけいず］：紙本着色、蕪と番の鶏を描いたもので、現在発見されている若冲の作品の中で最初期に描かれたものとされる。京都、福田美術館蔵。
- 日出鳳凰図［にっしゅつ ほうおうず］：絹本着色。日出の旭日を背に飛翔する鳳凰。米国、ボストン美術館蔵（公式サイトに画像あり）。
- 隠元豆 玉蜀黍図［いんげんまめ とうもろこしず］：紙本墨画、2幅。和歌山県、草堂寺蔵。
- 糸瓜群虫図［へちまぐんちゅうず］：絹本着色、1幅。実る糸瓜に飛蝗や蝸牛など様々な虫が戯れる。本格的に絵筆を取って間も無い頃の作。文人大名として知られ、自らも書画をよくした伊勢長島藩主・増山雪斎のかつての愛蔵品。現在は京都の細見美術館が所蔵。
- 風竹図［ふうちくず］：絹本墨画、1幅。京都、細見美術館蔵。
- 旭日鳳凰図［きょくじつ ほうおうず］：絹本着色。宝暦5年（1755年）。雲海から昇る旭日と2羽の鳳凰。宮内庁三の丸尚蔵館蔵（旧御物）。
- 雪梅雄鶏図［せつばい ゆうけいず］：白雪の頂いて咲く赤い山茶花の花に、雄鶏。京都、建仁寺両足院蔵。
- 竹梅双鶴図［ちくばい そうかくず］：梅と竹に丹頂の番（つがい）。エツコ&ジョー・プライス・コレクション蔵。
- 松鷹図（松に鷹図）［しょうようず / まつにたかず］：絹本墨画、1幅。松の枝に留まる鷹。エツコ&ジョー・プライス・コレクション蔵。

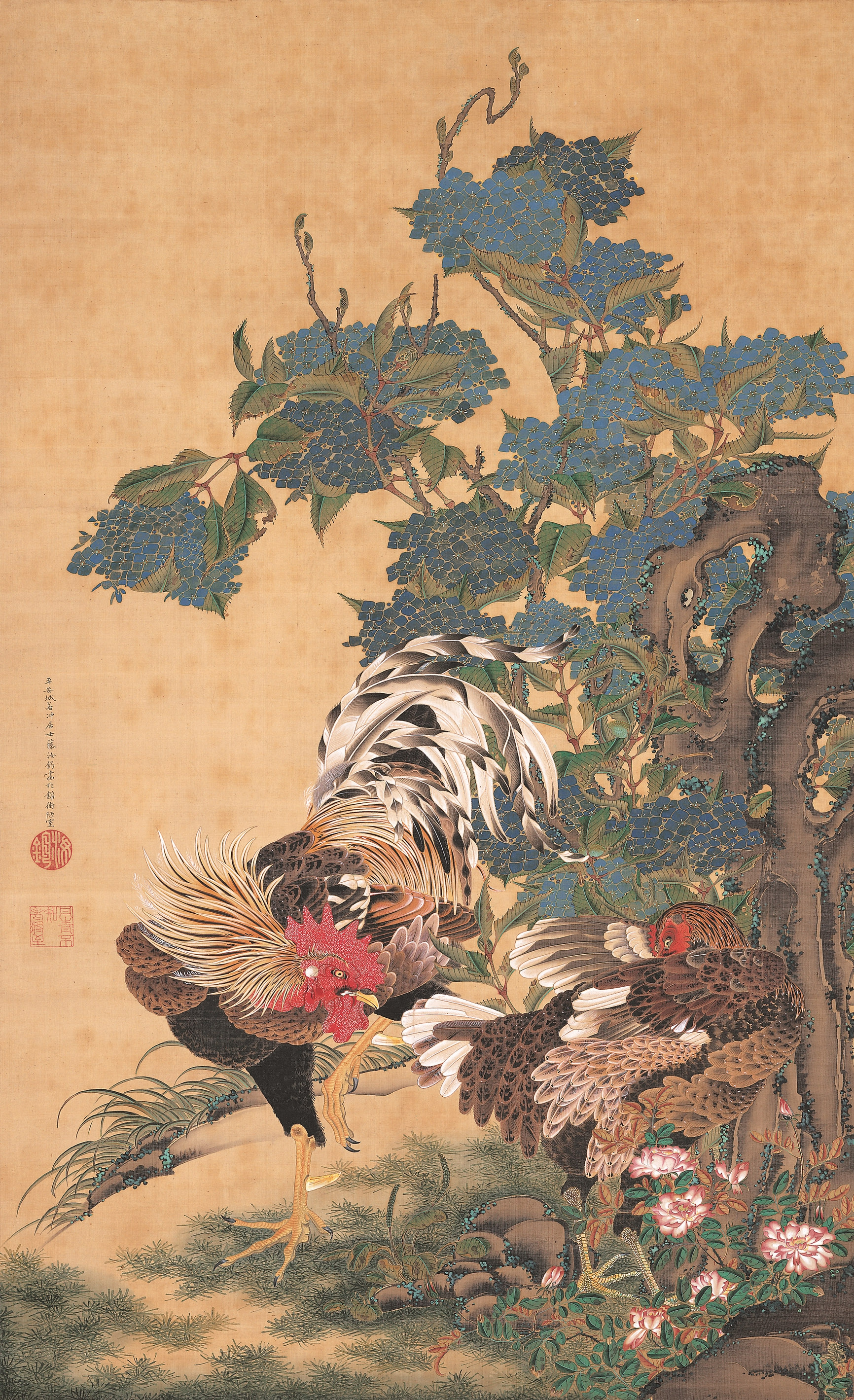
プライス コレクションの「紫陽花双鶏図」

- 紫陽花双鶏図［あじさい そうけいず］：絹本着色。「動植綵絵」内の同名作品とは同工異曲[27]（描かれた時期はこちらが先）。米国カリフォルニア州、エツコ&ジョー・プライス・コレクション (Etsuko and Joe Price Collection)[28] 蔵。
- 竹に雄鶏図［たけに ゆうけいず］：40代前半の作とみられる。京都、宝蔵寺蔵
- 髑髏図［どくろず］：拓版画。京都、宝蔵寺蔵
- 鹿苑寺大書院障壁画［ろくおんじ だいしょいん しょうへきが］：50面の水墨障壁画。禅の師であった大典顕常との縁もあって宝暦9年（1759年）10月、44歳のときに手がけた代表作。鹿苑寺蔵、承天閣美術館保管（公式ウェブサイトに画像あり）。重要文化財。
  - 葡萄図［ぶどうず］：一の間襖絵4面。
  - 葡萄小禽図［ぶどう しょうきんず］：一の間床・違棚・壁貼付絵11面[29]。
  - 松鶴図［しょうかくず］：二の間襖絵8面。松に丹頂1羽。
  - 月夜芭蕉図［げつや ばしょうず］：三の間床壁貼付絵4面。芭蕉の木が大きく茂る満月の夜。
  - 芭蕉叭々鳥図［ばしょう ははちょうず］：三の間襖絵8面。西側襖4面は右に芭蕉の木、左に飛翔する1羽の八哥鳥（叭々鳥）。南側襖4面は芭蕉の木と岩上に止まる1羽の八哥鳥。
  - 秋海棠図［しゅうかいどうず］：四の間襖絵6面。可憐な花咲く秋海棠の叢（くさむら）。
  - 双鶏図［そうけいず］：四の間壁貼付1面。
  - 菊鶏図［きっけいず］：四の間襖絵4面。
  - 竹図［たけず］：狭屋の間襖絵4面。
- 釈迦三尊図［しゃかさんぞんず］：絹本着色、3幅対。当時東福寺に所蔵されていた伝張思恭作、実際は高麗仏画だと思われる「釈迦三尊像」[30]を見て感動した若冲が、原図をかなり忠実に模写した作品。ただし若冲は、原本の経年劣化を補うために衣紋線や色彩のコントラストを強調し、より装飾的な画面に仕上げている。明和2年（1765年）、「動植綵絵」中の24幅とともに相国寺に寄進された。相国寺蔵（公式ウェブサイトに画像あり）で、今でも文殊・普賢菩薩像は「観音懺法会」で伝吉山明兆筆の「白衣観音像」の両側に掛けられて礼拝の対象になっている。
  - 釈迦如来像［しゃかにょらいぞう］
  - 文殊菩薩像［もんじゅぼさつぞう］：獅子に乗る文殊菩薩。
  - 普賢菩薩像［ふげんぼさつぞう］：6牙の白象に乗る普賢菩薩。
- 孔雀鳳凰図［くじゃくほうおうず］：絹本着色、双幅。重要美術品。広島藩浅野家伝来。長らく所在不明であったが、2015年に83年ぶりに発見されたと報道された。しかし、佐藤康宏は文化庁の先輩だった宮島新一と共に、30年ほど前にある生命保険会社で本作品を実見し、83年ぶりは誤りだと述べている。更に図版で見ると、動植綵絵の「老松孔雀図」と「老松白鳳図」、そして同じく三の丸尚蔵館にある「旭日鳳凰図」にそっくりで、これらより明らかに描写の密度で劣るため、未熟な初期作のようにも見える。しかし、落款の書体が初期の謹直な楷書ではなく、動植綵絵中期の草書体に似せているため矛盾が生じており、字のバランスも悪い。顔料や筆致、マティエールが若冲真筆と異なり、写し崩れも散見され、絵全体を有機的に構成していない。これらの理由から、細密模写を得意とした贋作者が、若冲画を忠実に模写した贋作だとしている[中立的? – ノート][31][32]。岡田美術館蔵。
- 動植綵絵［どうしょく さいえ］：絹本着色。宝暦7年頃（1757年）- 明和3年（1766年）頃。経済的憂いの無かった若冲が時間と労力を存分に費やして描きあげた、30幅におよぶ大作。若冲によって相国寺に寄進されたものであったが、明治22年（1889年）、皇室に献上され、現在は皇居三の丸尚蔵館（旧御物）で所蔵。詳しくは当該項目を参照のこと。

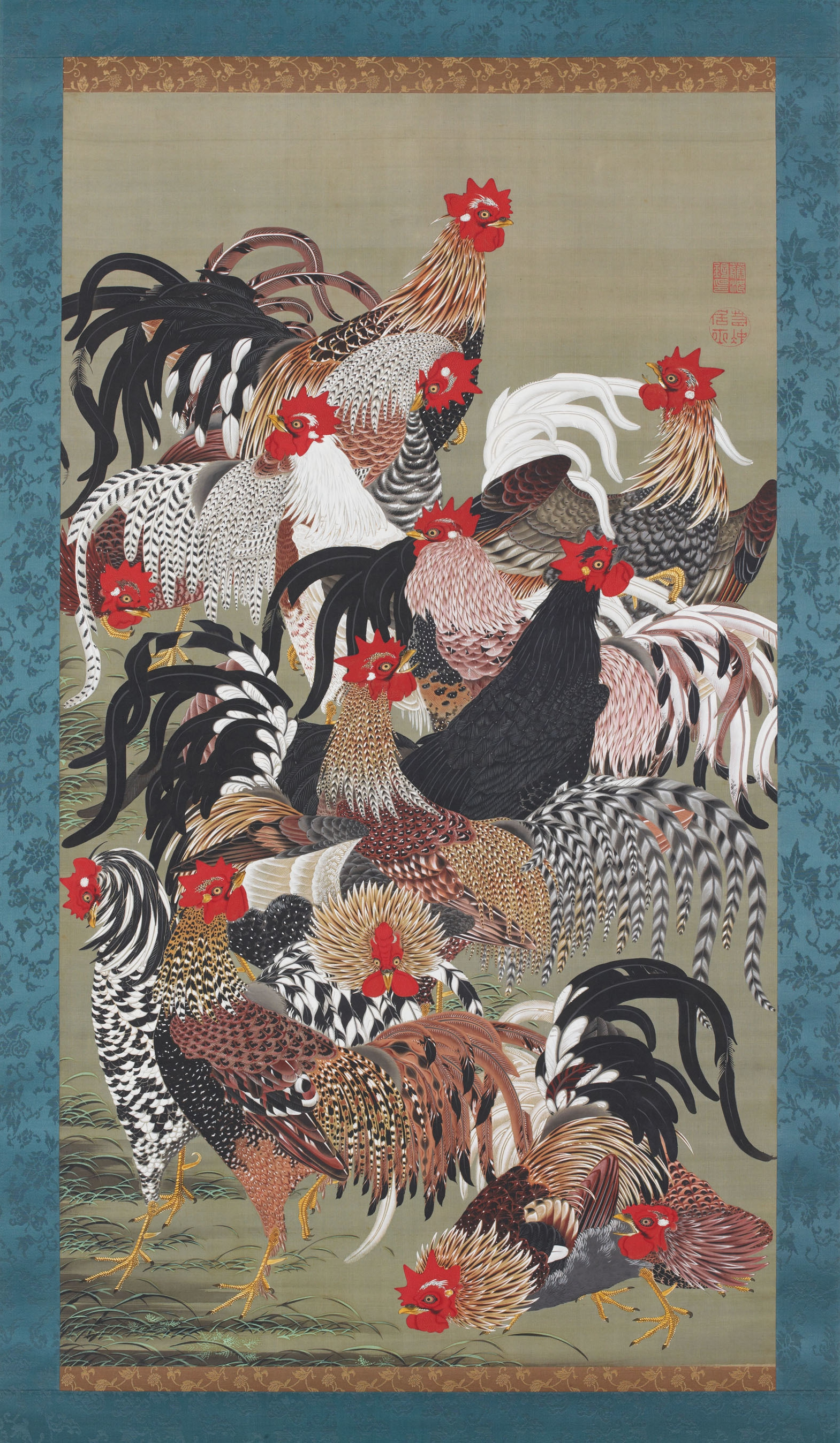
『動植綵絵』の内「群鶏図」
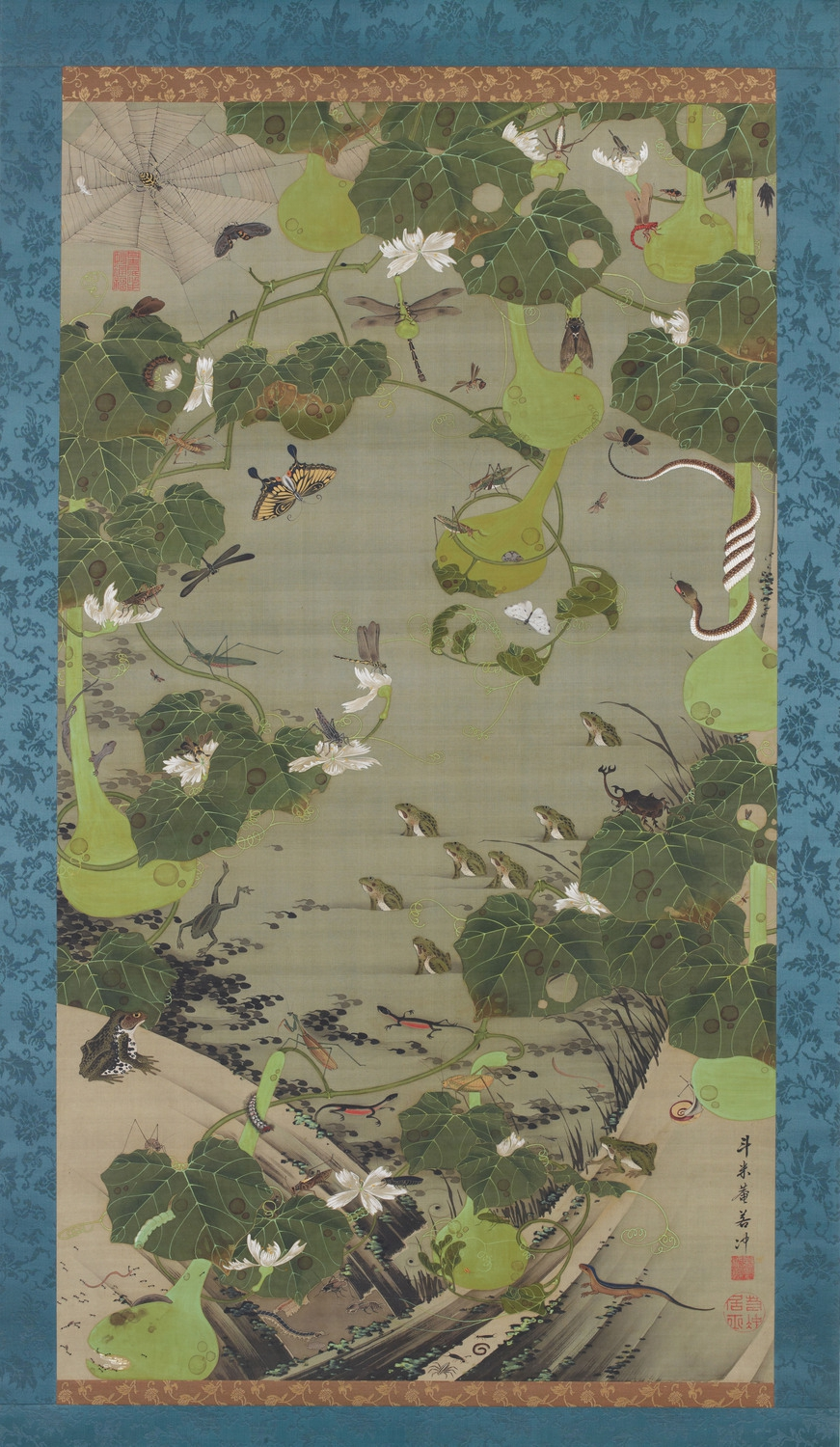
『動植綵絵』の内「池辺群虫図」
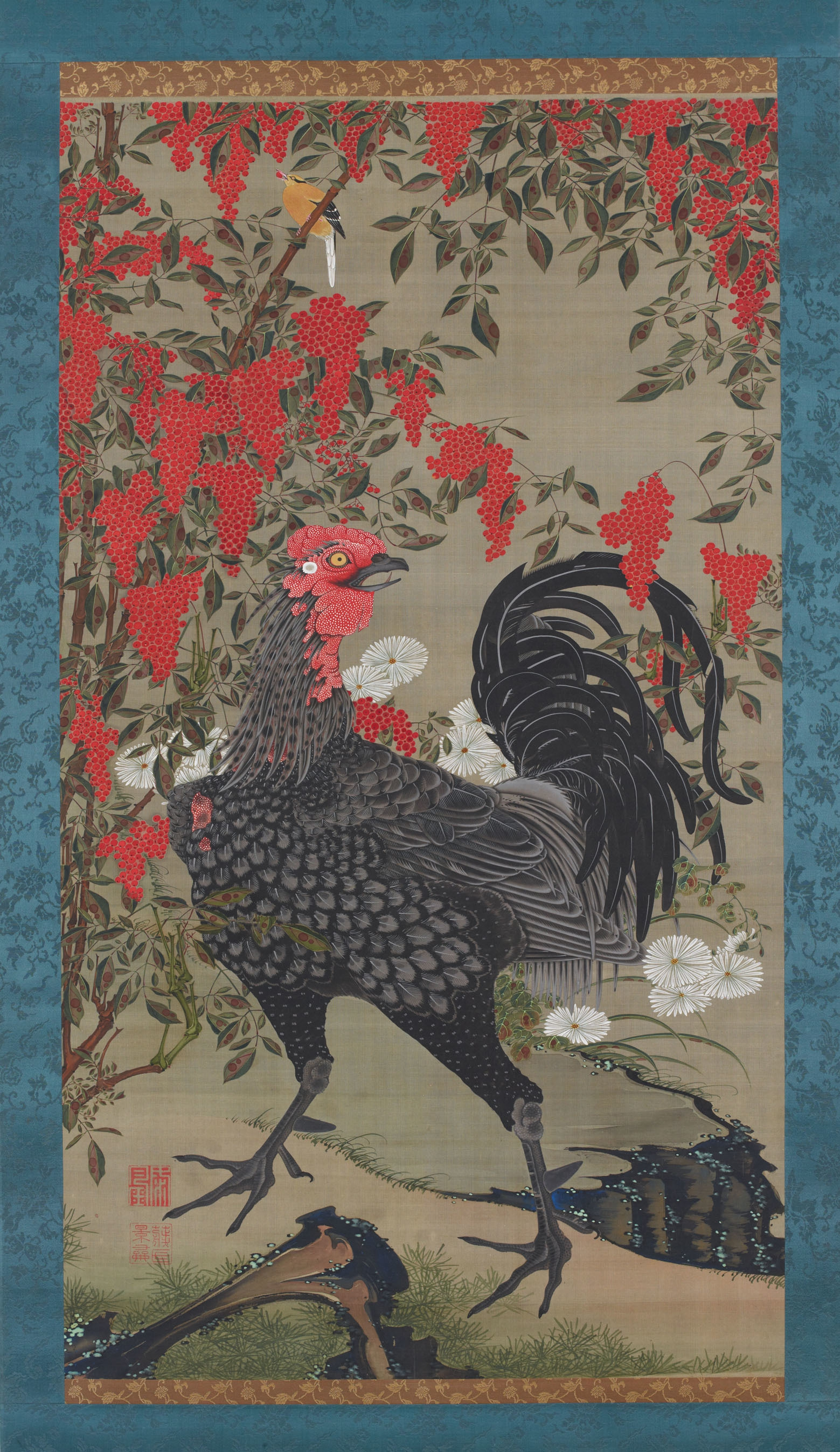
『動植綵絵』の内「南天雄鶏図」
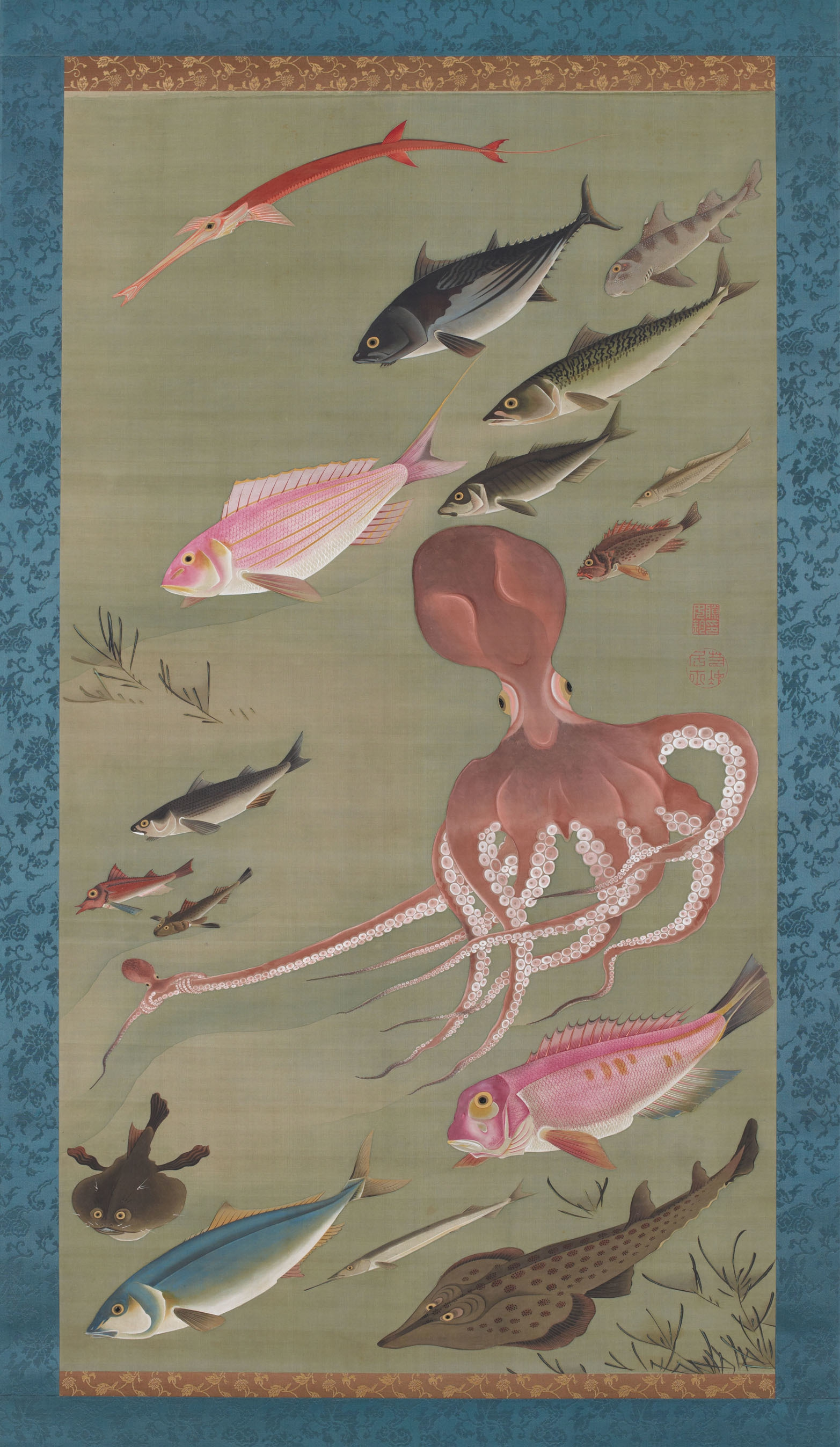
『動植綵絵』の内「群魚図」
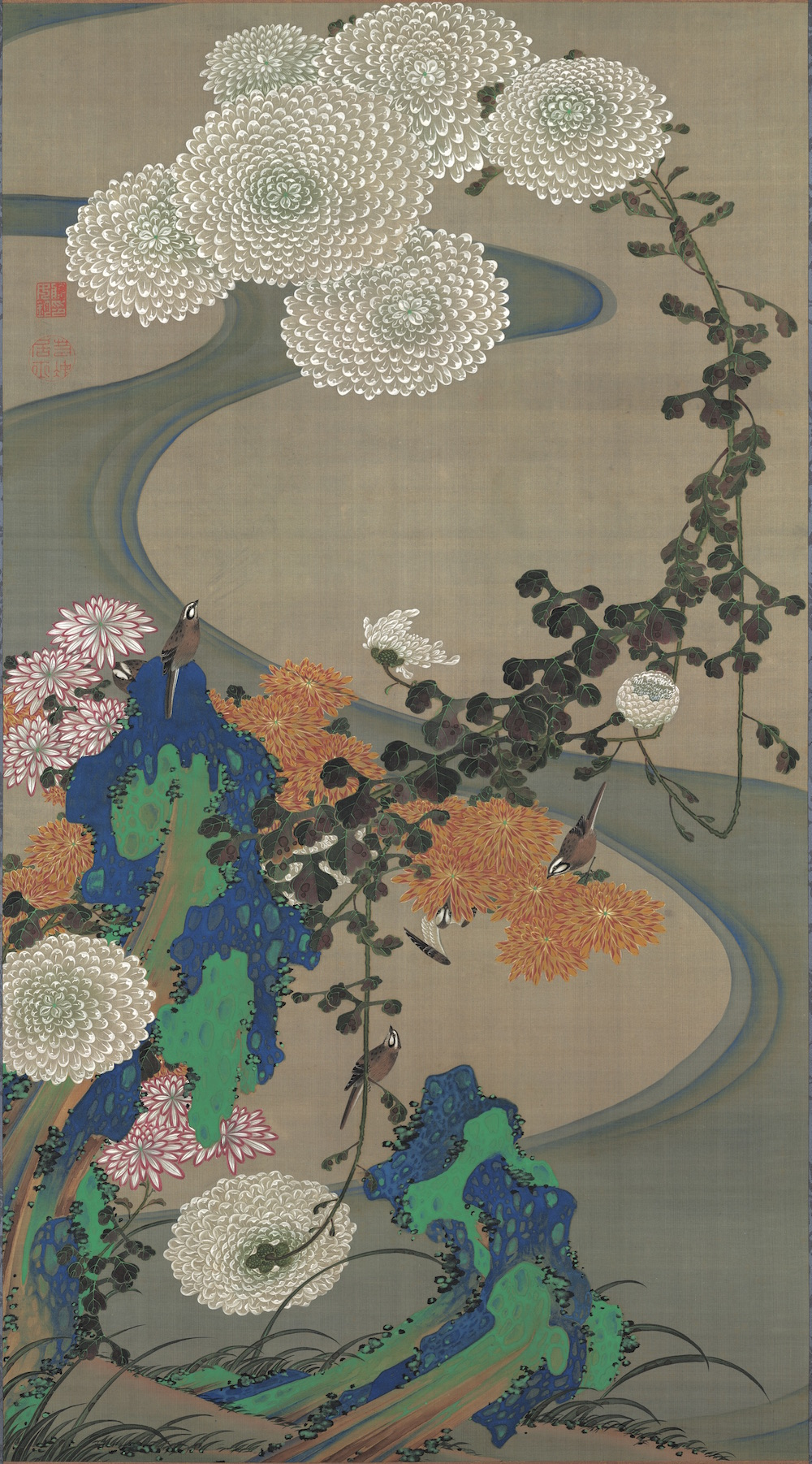
『動植綵絵』の内「菊花流水図」

- 石峯寺 五百羅漢石像［せきほうじ ごひゃくらかん せきぞう］：羅漢石像群。通称「若冲五百羅漢」。安永5年（1776年）、61歳頃に着手。若冲が下図を描き、石工が彫刻。
- 果蔬涅槃図［かそ ねはんず］：紙本墨画、1幅。釈迦涅槃図に見立てて果蔬（果物と青物［蔬、野菜］）を描く。一見すると戯画的な手法だが、濃淡の墨を巧みに使い分け、筋目描きや墨のにじみ・カスレを駆使する多種多様な技法で、もの言わぬ野菜たちを本当に悲しんでいるように描き出し、涅槃図本来の宗教性を失っていない。従来は若冲の母が亡くなった安永8年（1779年）頃の制作とされたが、印章の欠損具合や、寛政期に下る「菜蟲譜」や「蔬菜図押絵貼屏風」と類似のモチーフや描法が認められる事から、寛政6年（1794年）以降の制作とする説が有力になりつつある。京都国立博物館蔵（「文化遺産オンライン」に画像あり）。重要文化財。
- 白象群獣図［びゃくぞう ぐんじゅうず］：紙本墨画淡彩。現在は額装。正対する白象を中央に配し、周囲にさまざまな種類の獣を描く。製作過程が極めて手が込んでおり、まず画面に薄墨で9mm間隔に方眼を作り、その上から全体に薄く胡粉を塗る。そうして出来た碁盤目を淡い灰色で彩り、更に灰色の正方形すべてに4分の一よりやや大きい正方形を、先程より濃い墨で必ず方眼の上辺と左辺に接するように塗り分ける。その方眼の数は、縦136本横79本の計10774個[33]。ここまでが下地作りで、その上に動物たちを淡彩を用い隈取りを施しながらグラデーションで描くという特異な技法から成る。この描き方は「枡目描き」と呼ばれ、若冲は西陣織の下絵から着想を得、織物の質感を絵画で表現しようとしたと考えられる[34]。50代後半から70歳代後半の作とされるが[35]、「千画絶筆」印の使用から70歳代前半頃の作品だと想定できる[36]。個人蔵（静岡県立美術館寄託）。
- 樹花鳥獣図屏風［じゅかちょうじゅうず びょうぶ］：紙本着色、六曲一双。無款。右隻では正面を向く白象を中央に配し、周囲に獅子・豹・猪・栗鼠・麒麟・牛・兎・鹿・手長猿等さまざまな種類の獣と樹花を、左隻では鳳凰を始めとし、鶏・鵞鳥・雉・錦鶏・孔雀・七面鳥・鸚鵡・鴛鴦・白鷺等、多種多様な鳥と樹花を描く。伝来は不明で、元は右隻の《群獣図》のみ確認されていたが、平成5年（1993年）に現左隻の《鳥図》が発見され、一双の《樹花鳥獣図屏風》として静岡県立美術館に所蔵されるようになった。表装も対になるように改められた[37]が、右隻133.0x357.0cm、左隻137.5x364.0cmと左右で大きさが異なっている。「白象群獣図」と同様の技法だが、比較すると本作品はいい加減な箇所が目立つ。桝目の描き方が乱雑となって、四角というより円に近くなり、濃い彩色の部分もやはり円く、左上ではなく中央に塗ってある所も多い。更に下地であるはずの正方形の形が、絵のモチーフの彩色に干渉してしまっている。しかし、動植物自体のフォルムは若冲らしさを止めている事から、若冲自作ではなく、若冲の下絵を元に弟子たちが描いた工房作で[38]、その完成度から何らかの染織品の下絵として制作されたと考えられる[37]。寛政2年（1790年）頃、若冲70歳代中頃の作[39]。静岡県立美術館蔵。

樹花鳥獣図屏風（左）
樹花鳥獣図屏風（右）

- 仙人掌群鶏図襖絵［さぼてん ぐんけいず ふすまえ］：襖絵6面。寛政元年（1789年）か。75歳の款記がある。左端と右端の2面に仙人掌（サボテン）を配し、6面のそれぞれに品種・歳・性の異なる鶏12羽を描き分ける。大阪府豊中市、西福寺蔵。重要文化財。

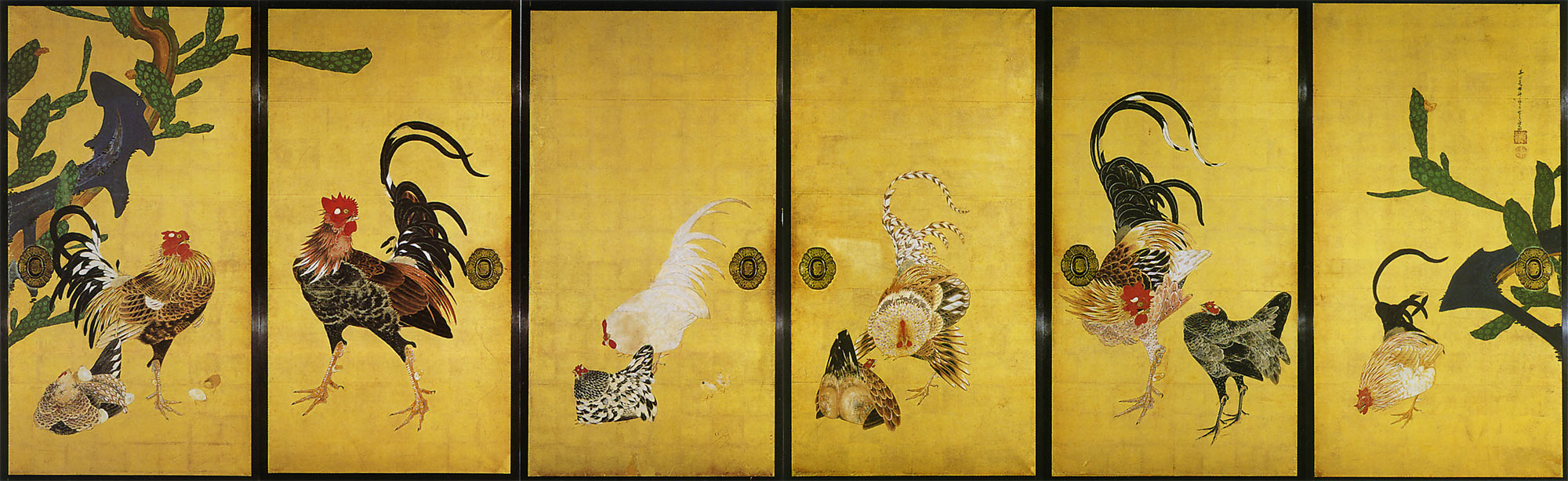
仙人掌群鶏図（西福寺）

- 蓮池図襖絵［れんちず ふすまえ］：紙本墨画、6幅（襖絵から改装）。寛政元年（1789年）か。大阪府、西福寺蔵。重要文化財。
- 群鶏図障壁画［ぐんけいず しょうへきが］：紙本墨画、9面。寛政元年（1789年）か。京都、海宝寺の方丈に描かれたもので、わずかに失われた部分を加えればおよそ10mにも及ぶ大作。京都国立博物館蔵（「文化遺産オンライン」に画像あり）。
- 鶏頭蟷螂図［けいとう とうろうず］：絹本着色、1幅。寛政元年（1789年）か。鶏頭の真っ赤な花穂に留まる小さな蟷螂（カマキリ）1匹。個人蔵。

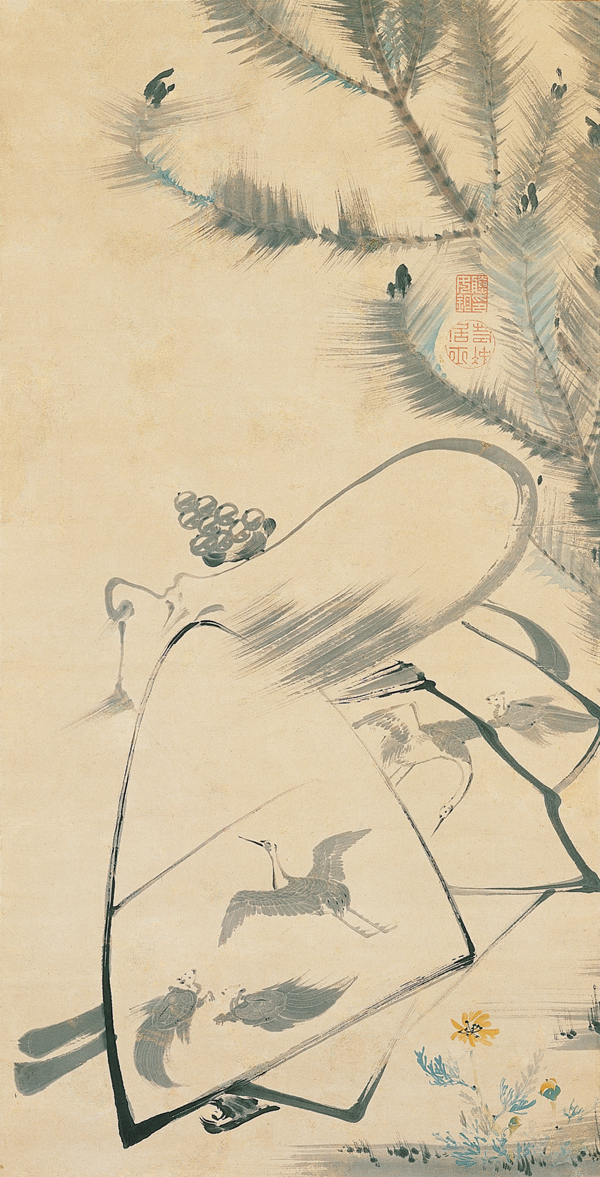
『福禄寿図』（キンベル美術館）

- 菜蟲譜［さいちゅうふ］：合計159種類の野菜・茸・虫達が戯れる図巻。絹本著色、1巻、縦31.8cm、横1091.3cm。巻末尾のトウガンの中に「斗米庵米斗翁行年七十七歳画」落款があるが、若冲は還暦以降年齢を加算したとする説に従うと寛政2年（1790年）頃の作。冒頭の題字「菜蟲譜」は福岡撫山で、撫山は若冲から本巻を描き贈られたか、もしくは発注者だと考えられる。巻末の跋文は、儒学者で詩人の細合半斎の筆で、絵の完成後寛政8年（1796年）に記された。昭和2年（1927年）に恩賜京都博物館の展覧会に伴い刊行された『斗米庵若冲画選』に掲載され、その後昭和8年（1933年）に大阪美術倶楽部の売立に出されて以降行方不明になっていたが、平成11年（1999年）秋、佐野市の旧家・吉澤家に所蔵されていたことが公表され、そのコレクションを引き継いだ佐野市立吉澤記念美術館の所蔵となった。平成21年（2009年）に重要文化財指定されたのを契機に、全面的に解体修理が施され、光学的に調査された。先に調査された「動植綵絵」と比較すると、顔料（無機系材料）の使用が範囲・種類共に少なく、有機染料の使用が多く、鮮やかさでは劣るものの透明感のある瑞々しい色彩を得ている。裏彩色は、背景の墨色は全て裏から刷かれている反面、モチーフでの仕様は末尾近いダイコンの白は裏彩色のみである。また、「動植綵絵」は日本におけるプルシアンブルー最初期の使用例として注目されたが、「菜蟲譜」にはプルシアンブルーは使われていない[41]（公式サイトに画像と解説あり）。
- 石灯籠図屏風［いしどうろうず びょうぶ］：六曲一双。霧に包まれる山々を遠望し、立ち並ぶ石灯籠と老松の枝を描く。西洋の銅版画からの刺激も推測される点描技法が用いられている。景色のモデルとしては、江戸時代当時、石燈籠で有名だった奈良の春日大社とする説や、若冲晩年の拠点・石峰寺にほど近く、同じく石灯籠で当時知られていた伏見稲荷大社、とくに「四ツ辻」と呼ばれた地点だとする説がある[42]。印章の欠損状況や、制作背景から寛政期の作品と推定。京都国立博物館蔵。
- 群鶏図押絵貼屏風［ぐんけいず おしえばり びょうぶ］：石峯寺で暮らしていた頃の作品。京都、金戒光明寺蔵。
- 象鯨図屏風（象と鯨図屏風）［ぞうとくじらず びょうぶ］：左隻に潮を吹く鯨の黒く巨大な背、右隻に不思議な造形の白象を描く、大胆な構図の作品。若冲に特有の筋目描き[43]による。平成20年（2008年）8月、北陸地方の旧家から発見された水墨画。落款に「米斗翁八十二歳画」とあり、晩年にあたる寛政7年（1795年）前後の作とされる。ただし、昭和3年（1928年）に紛失した同名の一図とは別物。滋賀県、MIHO MUSEUM蔵。

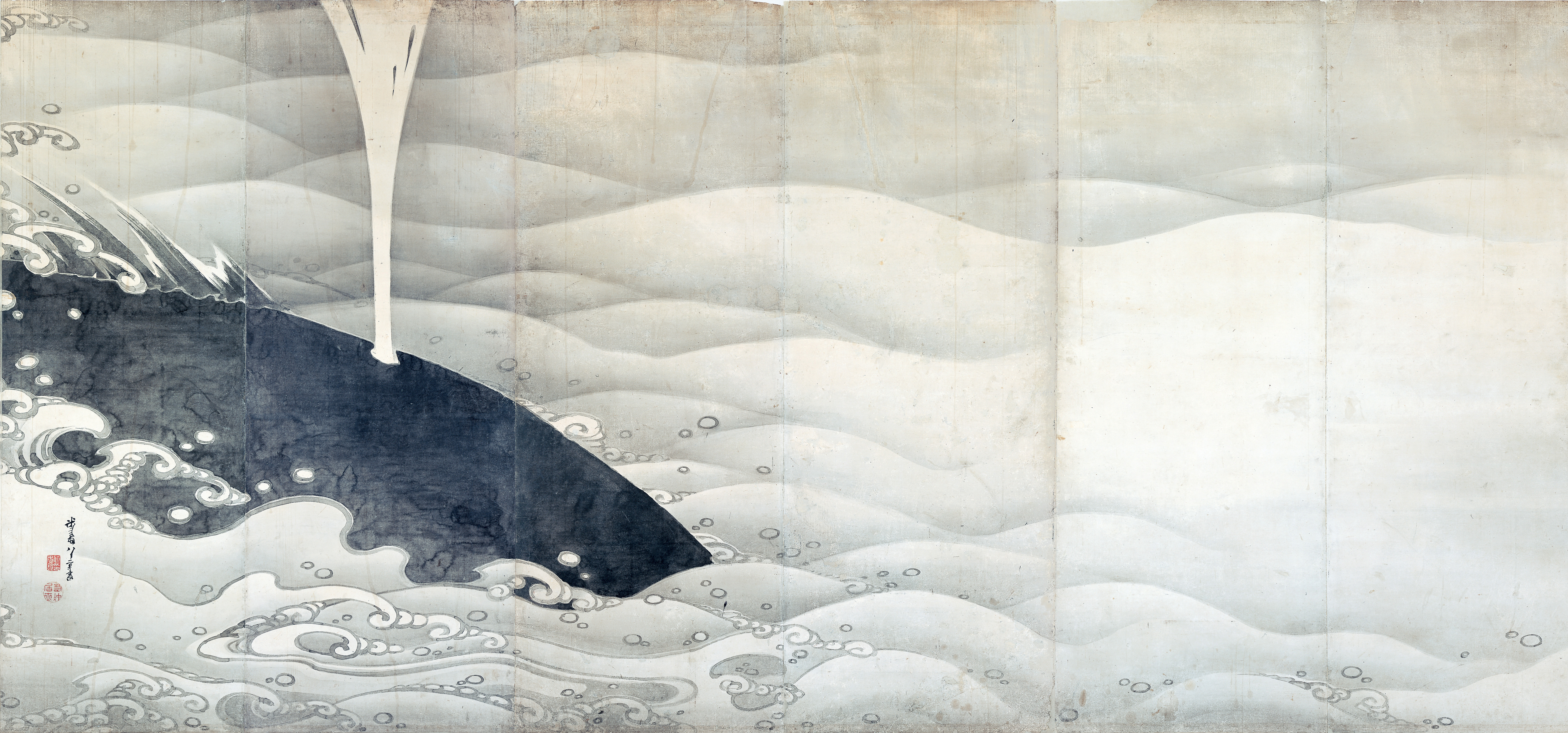
象と鯨図屏風（左）
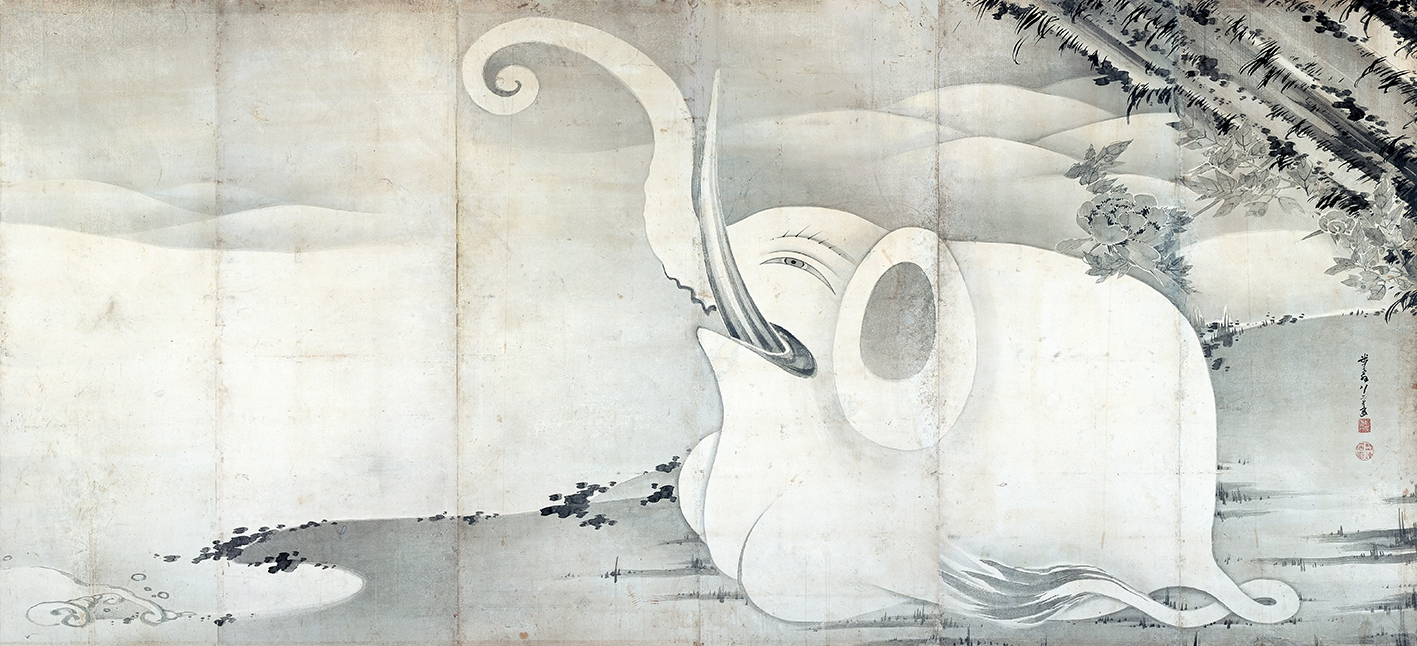
象と鯨図屏風（右）

- 鼠婚礼図［ねずみのこんれいず］：水墨画、1幅。落款「米斗翁八十一歳画」。婚礼を挙げ、酒を酌み交わす鼠達。京都、細見美術館蔵。
- 信行寺花卉図天井画［しんぎょうじ かきず てんじょうが］：全168枚。内訳は花卉図167枚で、1枚は落款「米斗翁八十八歳画」墨書と「若冲居士」朱印が刻されている。花は牡丹30枚、キク15枚、梅10枚、朝顔・百合各6枚、杜若・水仙・蓮・藤各4枚（推測含む）が目立つところだが、渡来して間もない珍奇な植物を描く一方、野菜や山菜などの食用の植物も取り上げている。元は石峰寺観音堂の天井画で、観音堂は寛政10年（1798年）に完成しているので、天井画も同時期に描かれたと推測される。しかし、幕末に寺外に流出して古美術商の手に渡り、これを見た当時の檀家総代だった5代井上清六が入手し同寺に寄進した。なお、大津市義仲寺にある花卉図天井画15枚も、元々石峰寺観音堂天井画の一部である[44]。信行寺蔵。
- 百犬図［ひゃっけんず］：最晩年にあたる寛政11年（1799年、歿年の前年）の作か。59頭の仔犬を描く。個人蔵。
- 虻に双鶏図［あぶにそうけいず］：ふくよかな2羽の鶏とその上を飛ぶ1匹の虻。
- 付喪神図［つくもがみず］：紙本墨画、1幅。付喪神達の百鬼夜行。若冲画の写しと考えられている。福岡市博物館蔵。

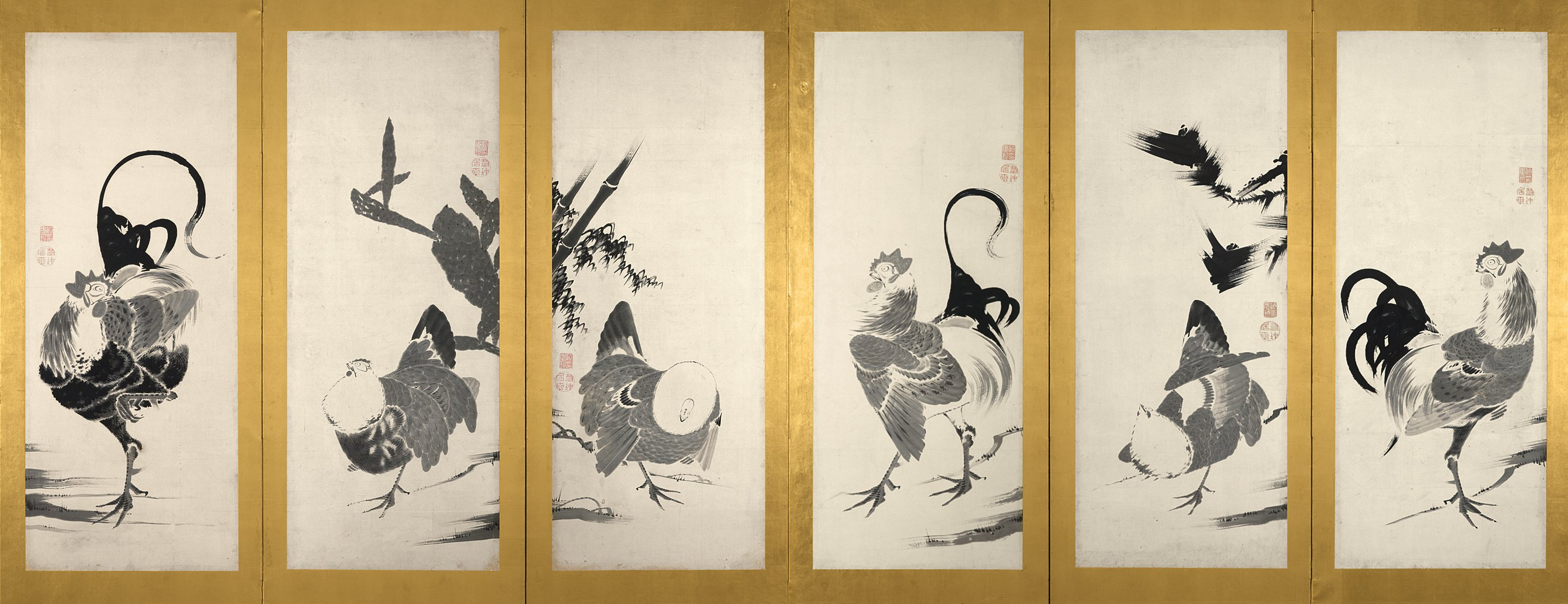
Roosters and Hens (群鶏図 左)、ミネアポリス美術館
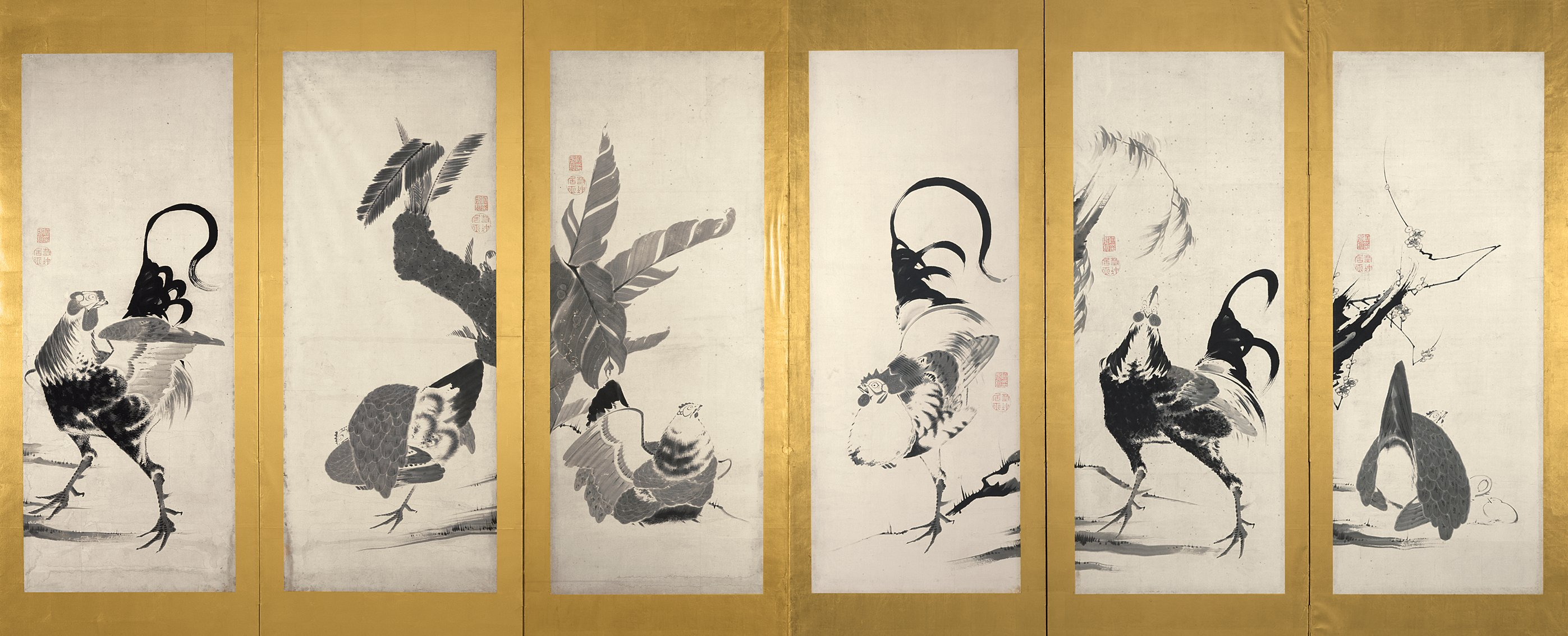
Roosters and Hens (群鶏図 右)、ミネアポリス美術館

## 鳥獣花木図屏風の真贋
プライスコレクションの「鳥獣花木図屏風」は、若冲の代表作としてメディアなどで紹介されることが多い作品である。しかし、佐藤康宏は、一貫して若冲自身の関与を否定した見解を述べている。佐藤は、プライス本と他の升目描作品を比べると、動植物が若冲らしからぬぶよぶよとした締りのない曲線で描かれ、形態も単純化し緊張感に欠けている事を指摘する。彩色も「樹花鳥獣図」より丁寧であるが桝目内部の彩色に一貫性がなく、グラデーションを用いず桝目に沿って塗り分けされるといった単純な手法で「白象群獣図」の彩色論理を全く無視した悪い意味での図案化・装飾化が見られる。こうした論拠から若冲自身の関与は考えられず、「若冲の形態と彩色法から離れて違う方向へ暴走した、質的に劣る作品」で、幕末頃に作られた作者不明の模倣作（若冲の落款や印章はないので贋作ではない）としている。
これに対し辻惟雄は、ぶよぶよとした線はプライス本よりむしろ、静岡県立美術館の「樹花鳥獣図屏風」に当てはまると反論し、「白象群獣図」の桝目描きの方法が異なるのは、作品が淡彩から濃彩へ切り替える際に起こる必然的変化だと指摘する。佐藤が欠点とみなすデザイン化・意匠化は、むしろ若冲が意図するところで、画面全体の色彩の置き方も適切である。画中のロバやオランウータン、ヤマアラシも、若冲と同時代に、かつ観ることが出来る範囲で紹介されており、しかもその図様はプライス本と非常に類似している。これらの点からプライス本は、静岡県立美術館の「樹花鳥獣図屏風」と同じ画題形式が意匠として進化を遂げた、現存作品の中で最も「若冲デザイン」が完成した作品であり、若冲70代後半頃の制作だと反論している。
佐藤は辻の意見に再び反論する。佐藤はまず、美術史家たちに若冲の真価をいち早く認めたジョー・プライスの鑑識眼に一目置かざるを得ず、将来自分が作品借用に関わることが想定される場合、所有者の不興を買うのは避けたい心理があるのを指摘する。描線も、右隻5扇目の駱駝とオランウータンの輪郭線は相当にひどく、辻がかろうじて佐藤の指摘を認める右隻2扇目の唐獅子も、プライス本の方が寸詰まりで、静岡県美本にある脚や肉球、爪の塗り分けもプライス本はやっていない。また、プライス本にしか描かれないヤマアラシ、ロバ、オランウータン、カバ、アシカ、駱駝、水牛、火喰い鳥などは静岡県や若冲の他の作品に見出だせず、若冲とプライス本との距離を物語っていると言える。辻が援用する内山論文も、プライス本の位置づけに大きな寄与を成すものの、プライス本を若冲作だと全く疑っておらず、プライス本が若冲在世時の作品とする十分な根拠になっているとは言い難い。更にプライス本は、静岡県美本と比較して多くの写し崩れが指摘されている。こうした論拠から、「プライス本は静岡県美本のようなタイプの屏風をもとにして、珍しい鳥獣を増やし、動植物を若冲のように描けない代わりに桝目作りに凝り、<地>の桝目と<図>の絵画とが逆転した屏風」だと結論づけている。

## 若冲の弟子たち
若冲には、何人かの弟子がいたことが知られている。晩年に大量に描かれた水墨画には、印章や落款が正しくとも、若冲本人の筆とは認め難い作品が散見する。これらは、晩年の若冲が工房を組織し、その弟子たちが師に代わって制作した可能性が高い。若冲の弟子として、弟の白歳（宗巌）、若演、意冲、処冲、莱洲、玉冲、馬庸、曇冲、雪樵道人、環冲、独冲、米中、若啓、若拙、若涼、大光、僧維明周奎などが確認されている。

## 展覧会
- 1926年（大正15年）：東京帝室博物館にて、「動植綵絵」30幅すべてが陳列される。
- 1971年（昭和46年）：東京国立博物館にて、特別展観「若冲」開催。「動植綵絵」30幅すべて、鹿苑寺・西福寺の襖絵など主要作品が陳列される。
- 1989年（平成元年） - 1990年（平成2年）：米国ニューヨークのアジア・ソサエティー・ギャラリー（10月5日-12月6日）とロサンジェルスのロサンジェルス・カウンティー・ミュージアム（12月21日-2月2日）にて、「The Paintings of Jakuchu（若冲展）」を開催。
- 2000年（平成12年）：京都国立博物館にて、没後200年を記念し『若冲展』を開催。爆発的ブーム起こる。
- 2006年（平成18年）：伊藤若冲に関する展示、各地でなされる。
  - 開催地：愛知県美術館、大倉集古館、MIHO MUSEUM、泉屋博古館（京都）、山口県立萩美術館・浦上記念館、東京国立博物館、京都国立近代美術館、九州国立博物館、愛知県美術館、皇居・三の丸尚蔵館
- 2007年（平成19年）：若冲ゆかりの相国寺境内にある承天閣美術館にて「動植綵絵展」開催。相国寺での「釈迦三尊図」と「動植綵絵」全30幅の同時公開は120年ぶり[53]。
- 2009年（平成21年）：MIHO MUSEUMにて、若冲の作品100点を集めた展覧会「若冲ワンダーランド」開催。東京国立博物館で開催された「皇室の名宝－日本美の華」 においては「動植綵絵」全30幅が東京では93年ぶりに同時公開[54]。
- 2010年（平成22年）：静岡県立美術館と千葉市美術館で「伊藤若冲 アナザーワールド」開催。
- 2012年：アメリカ合衆国の国立美術館ナショナル・ギャラリー (ワシントン)にて「Colorful Realm: Japanese Bird-and-Flower Paintings by Itō Jakuchū (1716–1800)」開催[55]。
- 2013年：東日本大震災復興支援特別展「若冲が来てくれました　プライス・コレクション　江戸絵画の美と生命」[56]。
  - 開催地：仙台市博物館（3月1日 - 5月6日）、岩手県立美術館（5月18日 - 7月15日）、福島県立美術館（7月27日 - 9月23日）
- 2016年（平成28年）：東京都美術館で「生誕300年記念 若冲展」開催。「釈迦三尊図」と「動植綵絵」全30幅の同時公開は東京初となり[57]、320分の入館待ち時間を記録[58]。
- 2018年：フランスのパリ市立美術館プティ・パレにて「Jakuchū (1716-1800) Le Royaume coloré des êtres vivants」開催[59]。
- 2019年：福島県立美術館にて「東日本大震災復興祈念 伊藤若冲展」[60]。

## 関連作品
文芸作品
- 黒川創 『若冲の目』（講談社、1999年）
- 澤田瞳子 『若冲』（文藝春秋、2015年／文春文庫、2017年）
- 河治和香 『遊戯神通　伊藤若冲』（小学館、2016年／小学館文庫、2020年）

テレビドラマ
- 『ライジング若冲 天才 かく覚醒せり』（NHK正月時代劇、2021年、演：中村七之助）[61]
- 『新・暴れん坊将軍』（テレビ朝日、2025年、演：寺田心）

TV番組
- NHKハイビジョンスペシャル 『神の手をもつ絵師 若冲』[62]

音楽
- SAKURAドロップス/Letters - PVに若冲作品が引用されている。

## 関連文献
単行本
- 秋山光夫 「若冲の人と芸術」-『日本美術論攷』 第一書房、1943年
- 辻惟雄 『若冲』 美術出版社、1974年／講談社学術文庫（新編）、2015年
- 佐藤康宏 『もっと知りたい伊藤若冲 - 生涯と作品』 東京美術〈アート・ビギナーズ・コレクション〉、2006年、改訂版2011年、ISBN 978-4-8087-0934-1
- 『若冲』 河出文庫、2016年11月。澁澤龍彦・種村季弘ほか全17名の作家作品論
- 佐藤康宏 『若冲伝』河出書房新社、2019年2月、ISBN 978-4-309-25617-7
- 辻惟雄 『伊藤若冲』筑摩書房<ちくまプリマー新書 よみがえる天才1>、2020年4月、ISBN 978-4-480-68374-8
- 山口桂 『若冲のひみつ　奇想の絵師はなぜ海外で人気があるのか』PHP新書、2021年3月、ISBN 978-4-569-84915-7
- 『奇才絵師・伊藤若冲の謎』小林忠監修、カラー版宝島社新書、2022年、ISBN 978-4-299-03703-9

図版本
- 『日本の美術256 伊藤若冲』 佐藤康宏編、至文堂、1987年
- 『新潮日本美術文庫10 伊藤若冲』 小林忠解説、新潮社、1996年、ISBN 978-4-10-601530-4
- 狩野博幸 『目をみはる伊藤若冲の「動植綵絵」』 小学館〈アートセレクション〉、2000年、ISBN 409-607007-6
- 『異能の画家 伊藤若冲』 狩野博幸・森村泰昌ほか、新潮社〈とんぼの本〉、2008年、ISBN 978-4-10-602166-4
- 狩野博幸 『若冲 広がり続ける宇宙』 角川文庫、2010年／改訂版・角川ソフィア文庫、2016年、ISBN 978-404-400157-5
- 『若冲ワンダフルワールド』 辻惟雄・小林忠ほか4名、新潮社〈とんぼの本〉、2016年、ISBN 978-4-10-602265-4
- 『生誕三百年記念 若冲百図』 小林忠監修、平凡社<別冊太陽 日本のこころ 227>、2015年2月、ISBN 978-4-582-92227-1
- 『若冲　奇想の世界』 太田彩監修、メディアソフト、2024年、ISBN 978-4-86714-760-3

画集
- 徳力富吉郎・前川文夫・山内長三編 『若冲の拓版画』 瑠璃書房、1981年
- 京都国立博物館編 『伊藤若冲大全』 小学館、2002年、ISBN 409-699264-X
  - 解説：狩野博幸ほか。2000年に行われた「若冲展」図録を大幅に改訂増補した版
- 宮内庁三の丸尚蔵館・東京文化財研究所編 『伊藤若冲 動植綵絵』 小学館、2010年、ISBN 978-4-09-699849-6
- 『伊藤若冲作品集』 太田彩解説、東京美術、2015年、ISBN 978-4-8087-1006-4
- 『若冲の描いた生き物たち』 学研、2016年、ISBN 978-4-05-406168-2
- 『知られざる日本に眠る若冲』 狩野博幸監修、エクスナレッジ、2017年、ISBN 978-4-7678-2408-6

美術全集
- 小林忠・辻惟雄・山川武 『水墨美術大系 第14巻 若冲・蕭白・蘆雪』 講談社、1973年
- 日本浮世絵協会編 『原色浮世絵大百科事典 第2巻』 大修館書店、1982年
- 佐藤康宏 「若冲概説」（『小学館ギャラリー 新編名宝日本の美術 第27巻 若冲・蕭白』） 小学館、1991年
- 小林忠・大久保純一 『浮世絵の鑑賞基礎知識』 至文堂、1994年。249頁
- 辻惟雄責任編集 『日本美術全集 第14巻 江戸時代3 若冲・応挙、みやこの奇想』 小学館、2013年 ISBN 978-4-09-601114-0

展覧会図録
- 『異色の江戸絵画』 サントリー美術館、1984年
- 『没後200年 若冲』 京都国立博物館、2000年
- 『若冲展 開基足利義満六〇〇年忌記念』相国寺承天閣美術館、2007年
- 『若冲ワンダーランド』 MIHO MUSEUM、2009年、ISBN 978-4-903-64204-8
- 『伊藤若冲－アナザーワールド』 千葉市美術館 静岡県立美術館、2010年
- 『生誕三百年 同い年の天才絵師 若冲と蕪村』 辻惟雄監修、サントリー美術館・MIHO MUSEUM編、読売新聞社、2015年3月、ISBN 978-4-903642-19-2
- 『若冲展 生誕300年記念』 東京都美術館、2016年